# ベリル・グレイ
ベリル・エリザベス・グレイ（Beryl Elizabeth Grey, CH, DBE, FRSA、1927年6月11日 - 2022年12月10日 ） は、イギリスの元バレエダンサーである。

## 幼少期
ロンドンのハイゲートでベリル・エリザベス・グルーム（Beryl Elizabeth Groom）として生まれ、シャーボーン予備校に通いながら4歳でダンスを始め、8歳までフィリス・ベデルズに師事していた。9歳で学校の首席となってタマーラ・カルサヴィナから銀メダルを与えられ、ロイヤル・アカデミー・オブ・ダンスのすべての試験にも合格した。その才能がアーシュラ・モートンとニネット・ド・ヴァロアに認められ、10歳で修了後4年間ダンス・カンパニーに参加できるオプション付きの4年間のスカラシップを授与された。1937年にサドラーズ・ウェルズ・バレエ学校（現ロイヤル・バレエ学校） に入学し、ニネット・ド・ヴァロアとヴェラ・ヴォルコヴァに師事した。

## 経歴
1941年8月、14歳でバレエ団に入団し、バーンリーでの地方ツアー中に参加した。バレエ団での初舞台は『白鳥の湖』の群舞であった。バレエ団で着実に実績を積み、フレデリック・アシュトンの『スケートをする人々』でブルー・ガールズの1人として初のソロでの舞台を踏んだ。初主役は『The Gods Go A-Begging』のメイド役で、「14歳半の子供としては注目に値する魅力とスタイルを備えている」と賞賛された。15歳の誕生日には、ニネット・ド・ヴァロアからゴードン・アンソニーによるマーゴ・フォンテインの伝記の内覧用コピーと、全幕版『白鳥の湖』でオデット/オディールを踊る機会を贈られている。
1942年、ロバート・ヘルプマンは、自身の第二作『鳥』のナイチンゲール役でグレイを初演キャストに選んだ。1943年4月には、エドマンド・スペンサーの『妖精の女王』を元にしたアシュトンのバレエ『クエスト』のデュエッサ役で初めてのドラマティックな役柄を演じた。1944年にはダービーでの『ジゼル』公演で主役を張っている。その後、17歳の誕生日にはロンドンでの『ジゼル』公演で初主役を演じている他、1946年に初めて演じた『ウィリスの女王』のマーサの解釈でも有名になった。1946年6月20日にはコヴェント・ガーデンのロイヤル・オペラ・ハウスで『眠れる森の美女』のオーロラ姫役を演じている。
1957年から1960年代半ばにかけて、ヨーロッパ、南アメリカ、オーストラリア、極東、米国、カナダなど世界中で客演した。1957年にはキーロフ・バレエとボリショイ・バレエに客演した最初のイギリス人ダンサーとなった。ボリショイ・バレエには1957年から1958年にかけて客演し、1964年には北京バレエ団や上海のカンパニーにも客演した。1974年4月、イギリスのTVシリーズ "This Is Your Life" に登場し、ロンドンのコヴェント・ガーデンにあったロンドン・フェスティバル・バレエ（現イングリッシュ・ナショナル・バレエ団）のドンマー・リハーサル・スタジオでイーモン・アンドリュースに驚く様子が取り上げられている。

## 受章歴・栄誉
さまざまな学校から数多くの名誉博士号を授与されている他、1980年からロイヤル・アカデミー・オブ・ダンスの副総裁を務めている。また、インペリアル・ソサエティ・オブ・ティーチャーズ・オブ・ダンシング会長、バーミンガム・ロイヤル・バレエ団理事を務めている。 1997年9月にはロイヤル・アカデミー・オブ・ダンス総裁のアントワネット・シブリーからエリザベス2世女王戴冠記念賞を授与された。これはロイヤル・アカデミー・オブ・ダンスからバレエ界に多大な貢献をした個人に贈られる賞である。また、2017年の女王誕生日叙勲において、ダンスへの貢献によりコンパニオンズ・オブ・オーナー勲章を授与された。
- インペリアル・ソサエティ・オブ・ティーチャーズ・オブ・ダンシング 終身名誉会長
- 大英帝国勲章コマンダー章（1973年）
- 大英帝国勲章デイム・コマンダー章（1988年）
- エリザベス2世女王戴冠記念賞（1997年）
- カール・アラン賞（2010年）